# Гудри, Эжен
Эжен (Юджин) Жюль Гудри (Домон, Франция, 18 апреля 1892 г. — Верхний Дарби, Пенсильвания, США, 18 июля 1962 г.) — инженер-механик, изобретатель, автор более 100 патентов. Он разработал процесс каталитического крекинга нефти, за что был награжден Медалью Перкина.

## Биография
Эжен Жюль Гудри родился 18 апреля 1892 года в городе Домон во Франции, недалеко от Парижа. Его родителями были Жюль Гудри и Эмили Тиас Жюль Лемер. Отец владел успешным бизнесом по производству стальных конструкций.
Гудри изучал машиностроение в Национальной школе искусств и ремёсел в пригороде Парижа Шалон-сюр-Марн. В 1911 году он первым окончил школу в своем классе, получив золотую медаль от французского правительства как самый одаренный ученик. Он также был полузащитником и капитаном школьной футбольной команды. В 1910 году он выиграл национальный чемпионат Франции. После окончания школы Гудри устроился инженером на сталелитейный завод своего отца.

### Первая мировая война
Через три года, после начала Первой мировой войны Эжен Гудри вступил во французскую армию в качестве лейтенанта полевой артиллерии, но позже был переведен в секретный танковый корпус. Первый бой произошел 16 апреля 1917 года во время Наступления Нивеля. Это было крупнейшее сражения первой мировой войны, в котором французы впервые использовали танки. Гудри был серьезно ранен в районе Жювенкура во время Второй битвы на Эне. Большинство французских танков, использовавшихся в этом наступлении, были выведены из строя, и очень немногие достигли своей цели. Он пытался организовать ремонт выведенных из строя танков под сильным огнём. За это он был награждён Croix de Guerre и был удостоен звания кавалера Ордена Почётного легиона.

### После первой мировой войны
После войны Гудри вернулся обратно на завод к своему отцу. В это время он начинает увлекаться автомобильными гонками и через семейную компанию знакомится с производителями автомобилей и запчастей, а также с инженерами, которые пытались улучшить характеристики двигателя. Основная проблема была в качестве топлива, которая вызывала детонацию двигателя. Гудри сам имел дело с этим явлением во время управления своей Бугатти. Понимая, что ключом к улучшению характеристик двигателя должно быть улучшение качества топлива, Гудри заинтересовался каталитическими процессами переработки угля и бурого угля в бензин. В 1922 году он отправился в США на гонку Индианаполис 500, а также посетил завод Ford в Детройте. 3 июля 1922 года Эжен Гудри женился на Женевьеве Мари Квиллер, от которой у него будет двое детей, Жак и Пьер.
После войны спрос на моторное топливо резко увеличился. Высказывались опасения, что запасы нефти, перерабатываемые с использованием термического крекинга, не смогут удовлетворить этот спрос. Ученые искали новые способы производства нефти из битума, угля и бурого угля. В Италии французский фармацевт Е. А. Прюдомм возглавлял группу, которая экспериментировала с методами синтеза водорода и угарного газа из угля и воды (синтез-газ). После первого посещения лаборатории Прюдомма Гудри инвестировал в предприятие и организовал группу экспертов для исследования. Несмотря на многие недостатки, особенно низкий выход бензина и общее непонимание происходящих химических реакций, Гудри решил создать компанию, чтобы продолжить развитие процесса. Он начал изучать химию углеводородов и в 1922 году основал лабораторию в Бошан, недалеко от Парижа. В течение нескольких месяцев Гудри с помощью нескольких инженеров построил более крупный аппарат, который, однако, не вырабатывал бензин. Аналогичные результаты достигла и итальянская группа. На этом этапе Гудри внес в процесс фундаментальные изменения: он перегонял бурый уголь для создания смол, которые были преобразованы в бензин с использованием тех же этапов гидроочистки, которые используются в процессе Прюдома. После месяцев напряженных усилий бензин был получен.
В 1924 году Гудри учредил «Houdry Process Company» (Анонимное французское общество по производству топлива). В течение следующих трех лет он продолжал улучшать свой процесс, хотя большую часть своего времени он проводил как промоутер, а не как экспериментатор. К 1927 году Гудри и Прюдомм разработали трехступенчатый процесс для создания топлива на основе бурого угля с использованием сероочистки и катализаторов крекинга.
Основная проблема с процессом Прюдомма заключалась в том, что катализаторы нельзя было регенерировать. Поверхность катализатора быстро покрывалась слоем углерода или кокса и становилась менее эффективной.
В 1927 году Гудри смог заручиться поддержкой французского правительства для строительства первого завода в Сен-Жюльен-де-Пейролас. Он был открыт в июне 1929 года, но прекратил производство в 1930 году. Хотя процесс был успешно продемонстрирован и завод был способен перерабатывать 60 тонн бурого угля в день, выход бензина оказался на 30 % меньше ожидаемого. Завод производил высококачественное топливо, но цена его была слишком высокой и французское правительство решило закрыть завод. Гудри также не смог получить поддержки и от французских компаний..

### Переезд в Америку
В 1930 году Гудри связался с офисом американской компании Vacuum Oil, который находился в Париже, и организовал посещение своей лаборатории представителем компании Гарольдом Ф. Шитсом. Увидев аппарат Гудри и изучив его портфель из более чем 50 патентов, Шитс предложил построить пилотную установку в США и обеспечить непрерывную работу в течение 15 дней. Осенью 1930 года Гудри приехал на завод на реке Делавэр в Полсборо и успешно продемонстрировал работу своей установки. Анализ бензина показал, что он качественный и стабильный. К маю 1931 года компания Vacuum Oil построила установку для крекинга производительностью 60 баррелей в день. Примерно в это же время была организована Houdry Process Corporation, одна треть которой принадлежала Vacuum, а две трети Гудри и его коллегам. Однако вскоре проект закрылся из-за великой депрессии и слияния корпораций Vacuum с Socony Oil Company. Весной 1933 года Socony-Vacuum прекратил поддержку проекта.

### Объединение с компанией Sun Oil и Вторая Мировая война.
После окончания поддержки Гудри удалось убедить Артура Э. Пью-младшего и главного инженера Кларенса Х. Тайера взять на себя половину доли Гудри, сделав Vacuum-Houdry и Sun равноправными партнерами. В 1937 году Sun Oil начала эксплуатацию новой установки Гудри, перерабатывающей 15 000 баррелей в день на своем нефтеперерабатывающем заводе в Маркус-Хук, Пенсильвания.
Во время Второй мировой войны Гудри решительно выступал против правительства Вишистской Франции под руководством маршала Филиппа Петена и его сотрудничества с Германией. Будучи президентом американского отделения «France Forever», Гудри публично раскритиковал Петена, заявив, что он не говорил от лица французов. 3 мая 1941 года правительство Виши лишило Гудри французского гражданства. В январе 1942 года Гудри получил гражданство США.
Благодаря процессу Гудри, который к этому времени давал бензин с октановым числом близким к 100, союзники получили преимущество в воздухе, так как немцы не могли производить бензин с октановым числом выше 90.

### Смерть
Гудри умер 18 июля 1962 года в Верхнем-Дарби, штат Пенсильвания, в возрасте 70 лет.

## Исследования и изобретения

### Развитие процесса каталитического крекинга. Процесс Гудри
Изначально Гудри работал в направлении получения топлива из бурого угля (лигнита), но потом понял, что процесс может также работать с тяжелыми нефтяными фракциями. Его исследования в основном были сосредоточены на поиске эффективного катализатора. Ранее, работая с буроугольными смолами, он понял, что основная проблема каталитического крекинга заключается в том, что углеродный или коксовый слой быстро покрывает поверхность катализатора, тем самым значительно снижая его эффективность. Таким образом, Гудри искал катализатор, который не разрушался бы при сжигании кокса с его поверхности. Этот процесс в дальнейшем он назовет регенерацией катализатора. После многих неудовлетворительных экспериментов с металлами он решил попробовать материал без металлической подложки. В апреле 1927 года он попробовал активированную глину, используемую в качестве адсорбента для очистки смазочных масел, которая хорошо показала себя.
Хотя процесс Гудри производил высококачественный бензин, он был сложным и громоздким. Его установка включала минимум три реактора, в одном из которых получали бензин, в то время как другие реакторы находились на различных стадиях регенерации катализатора. Так, одним из этапов регенерации была вакуумная очистка реактора от паров остаточного масла, чтобы предотвратить взрыв на следующем реакторе, который сжигал кокс с катализатора.
Еще одной проблемой было и то, что кокс накапливался очень быстро, но в то время почти все заводы работали многочасовыми циклами и переход на очень короткие циклы был очень сложной инженерной задачей. Инженеры из фирмы Sun создали клапаны с электроприводом, которые использовались для переключения реакторов между оперативным режимом и автономной регенерацией, а таймер цикла управлял их переключением.
Пока инженеры Sun модернизировали процесс, Гудри работал над улучшением катализатора. Для поставки каталитических материалов Гудри полагался на фирму Filtrol Corporation, которая использовала широкий спектр глин для очистки масел, жиров и восков. После обширных экспериментов была выбрана бентонитовая глина, состоящая из кремнезема и глинозема. В 1940 году Гудри перешел на синтетический алюмосиликатный катализатор.
В дальнейшем процесс был усовершенствован двумя инженерами Массачусетского технологического института, Уорреном К. Льюисом и Эдвином Р. Гиллиландом. Они разработали процесс каталитического крекинга с псевдоожиженным слоем, который решил проблему остановки процесса для сжигания кокса с катализатора с помощью непрерывно циркулирующего псевдоожиженного катализатора, сделанного из мелкодисперсного порошка цеолита.

### Получение бутадиена
Эжен Гудри продолжал работать над улучшением своего процесса до 1941 года. Затем он переключился на работу над каталитическими методами производства бутадиена, одного из двух химических веществ, необходимых для производства синтетического каучука. Гудри разработал катализатор, который превращал бы бутан в бутадиен в одну стадию. Процесс был аналогичен оригинальному процессу Гудри. Во время Второй Мировой войны два завода использовали этот метод, но широкого распространения получение бутадиена с помощью процесса Гудри не получило.

### Каталитическая теория. Oxy-Catalyst
С 1944 по 1948 год Гудри, будучи президентом Houdry Process Corporation, руководил специальными исследовательскими и опытно-конструкторскими проектами, но в 1948 году он оставил активное руководство компанией и вернулся к независимым исследованиям, используя свою конюшню на заднем дворе своего дома в качестве лаборатории. Гудри разработал некоторые общие идеи о катализе. Так он утверждал, что катализ — фундаментальный механизм жизни, и считал, что промышленные катализаторы можно улучшить, изучая ферменты. Помимо этого, он думал, что рак вызван неисправностью катализатора в клетке и что лекарство может быть создано либо за счет регенерации, либо за счет замены клеточного катализатора.
В другом исследовании Гудри был обеспокоен рисками для здоровья, связанными с автомобильными и промышленными выбросами. В 1950 году он организовал новую компанию Oxy-Catalyst для создания окислительных катализаторов. В начале 1950-х годов он разработал каталитический нейтрализатор, способный восстанавливать оксид углерода и несгоревшие углеводороды из автомобильных выхлопов. Основные проблемы, с которыми он столкнулся, заключались в том, что устройства должны были эффективно работать в широком диапазоне температур, а сам катализатор загрязнялся производными свинца, содержащихся в бензине. Полностью Гудри эти проблемы так и не решил.

## Научное признание и память
Вклад Гудри в каталитические процессы был признан многочисленными наградами:
1940 — почетный доктор Пенсильванского военного колледжа
1943 — почетный доктор колледжа Гроув-Сити
1948 — медаль Говарда Поттса в Институте Франклина;
1959 — медаль Перкина от Общества химической промышленности (американской секции);
1962 — Премия Э. В. Мерфри в области промышленной и инженерной химии;
В 1967 году Общество катализа Северной Америки учредило премию Гудри в области прикладного катализа, которая присуждается в нечетные годы для «признания и поощрения индивидуального вклада в области катализа». В 1990 г. состоялось посмертное избрание Гудри в Национальный зал славы изобретателей.
13 апреля 1996 года работа Гудри была признана Американским химическим обществом в качестве национальной исторической химической достопримечательности на территории предприятия Sun Company.